# دیتر اشنایدر (بازیکن فوتبال)
دیتر اشنایدر (آلمانی: Dieter Schneider؛ زادهٔ ۲۰ اکتبر ۱۹۴۹) بازیکن فوتبال اهل آلمان بود.
از باشگاه‌هایی که در آن بازی کرده‌است می‌توان به باشگاه فوتبال هانزا روستوک اشاره کرد.